# Chironex
Chironex Southcott, 1956 è un genere di cnidarii della famiglia Chirodropidae.
Le meduse Chironex sono conosciute per essere uno fra gli animali più velenosi del mondo e la  C. fleckeri è considerato uno degli animali più pericolosi per l'uomo.

## Caratteristiche fisiche
Le Chironex hanno una parte palmata al centro dei pedalia, le basi muscolose agli angoli dell'ombrella dalla quale dipartono numerosi tentacoli (gruppi di 15 per la C. fleckeri e circa 7 per la C. yamaguchii). L'esombrella è semi-rigida e praticamente trasparente, il che rende queste meduse molto difficili da individuare in acqua. Come numerose altre cubomeduse, possiedono organi sensoriali molto sviluppati, i ropali, composti da 24 occhi in totale, i quali permettono loro di inseguire attivamente le prede.

## Distribuzione e habitat
Le Chironex sono diffuse unicamente nell'oceano Indo-Pacifico, fra la fascia costiera dei mari del nord dell'Australia alla Nuova Guinea, e più a nord nelle Filippine e in Vietnam ed nel Giappone. Le specie conosciute del genere Chironex sono separate geograficamente:  C. fleckeri è presente fino alla latitudine massima di 24º S dall'equatore, dall'Indonesia all'Australia; la C. indrasaksajiae si trova fra i 7,5ºN e i 12ºN nelle acque del golfo del Siam, mentre la C. yamaguchii è stata trovata fino a 27ºN, in Giappone.
Si nutrono di crostacei e piccoli pesci.

## Tassonomia
Al genere appartengono tre specie:
- C. fleckeri Southcott, 1956
- C. indrasaksajiae Sucharitakul, 2017
- C. yamaguchii Lewis & Bentlage, 2009

## Pericolosità

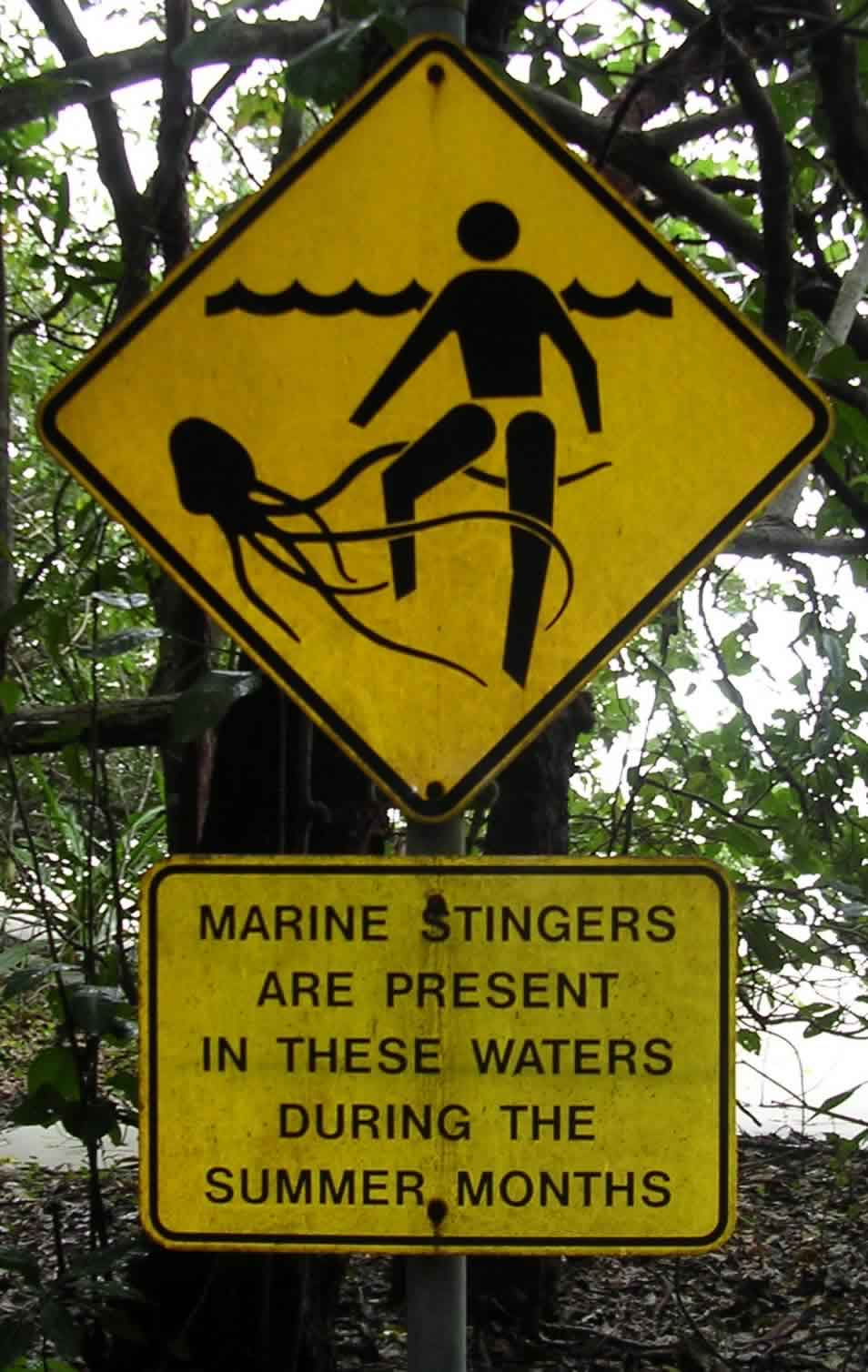
Cartelli nel Queensland australiano avvertono della presenza di cubomeduse nella stagione estiva.

La C. fleckeri è considerato uno degli animali più pericolosi per l'uomo, causa di 67 morti in Australia dal 1883. Nonostante esista l'antidoto, una parte delle persone che ne vengono in contatto non sopravvive alla puntura.  Il veleno causa intensi spasmi muscolari, paralisi respiratoria ed infine arresto cardiaco, il tutto nel giro di pochi minuti. La maggior parte degli avvelenamenti da vespa di mare non sono comunque fatali, poiché la superficie interessata è in genere ridotta e non tutte le nematocisti del tentacolo sono attivate.
L'unica sostanza riconosciuta come in grado di inattivare progressivamente le sostanze tossiche contenute nelle nematocisti è l'aceto (o acido acetico al 5% minimo) tenuto a contatto con la parte colpita e più volte rinnovato, in attesa di intervento medico. A questo scopo nelle coste australiane in cui la pericolosa medusa è presente si possono trovare delle boccette contenenti aceto per intervenire immediatamente in caso di contatto.
Fra i Chirodropidi, le specie dei generi Chiropsalmus e Chiropsella sono generalmente considerate meno pericolose delle Chironex. La ragione sarebbe da ricercare nella differenza di superficie offerta dai tentacoli e quindi, della quantità di veleno potenzialmente trasmesso alla vittima.